# Bill Dickens

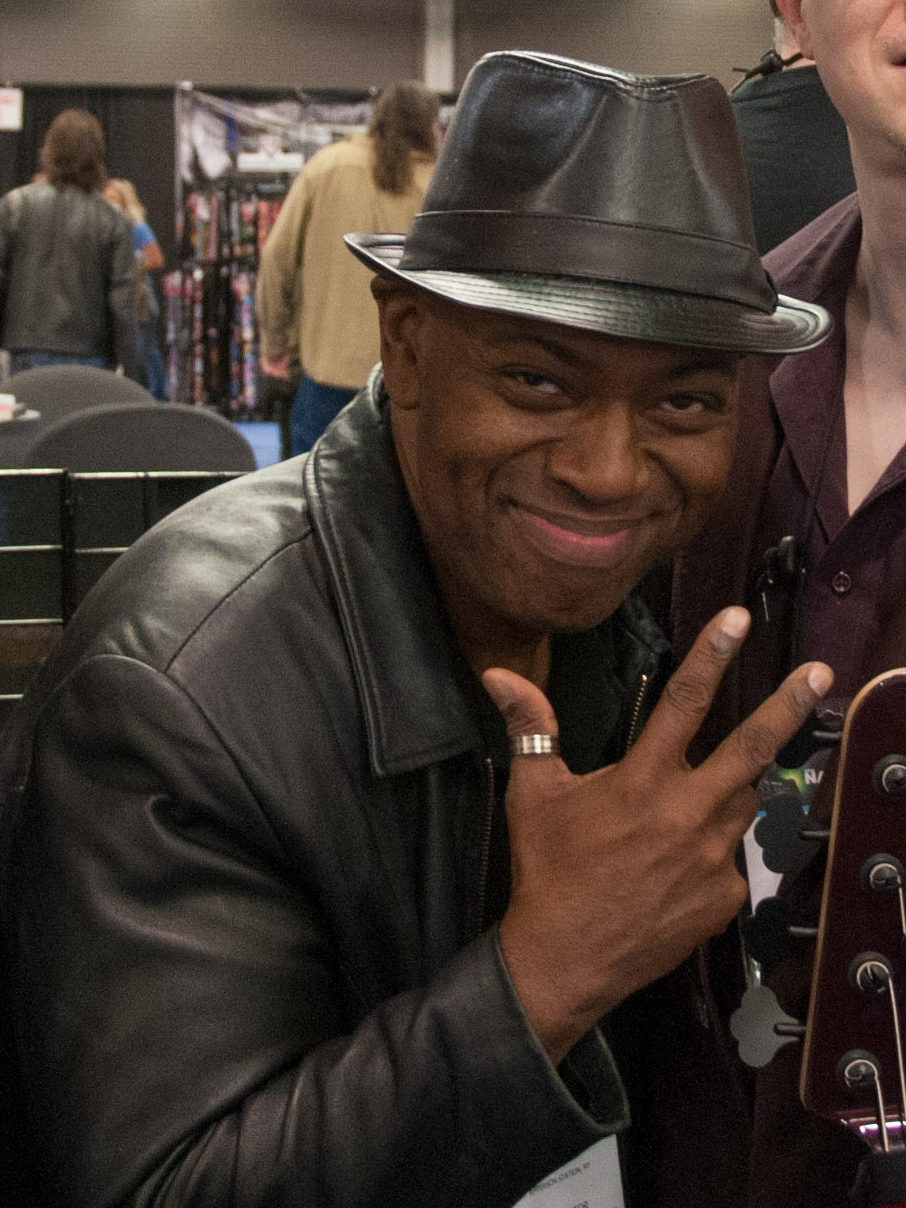
Bill Dickens

Bill Dickens (* 1958 in Chicago) ist ein amerikanischer Bassist, Songwriter und Musikproduzent.
Als Studiomusiker spielte er unter anderem mit Künstlern wie Pat Metheny, George Michael, Joe Zawinul, Janet Jackson, Grover Washington, Jr., Chaka Khan, Mary J. Blige, Freddie Hubbard, Al Di Meola, Dennis Chambers, Steve Morse, Randy Newman und The Hooters.

## Werke
- Bass Beyond Limits: Advanced Solo and Groove Concepts, Alfred Publishing Co., Inc., 1998, ISBN 0-7692-6493-X
- Funk Bass and Beyond, Alfred Publishing Co., Inc., 2003, ISBN 0-7579-1689-9

## Video
- The Bill Dickens Collection (DVD), Warner Bros. Publications, 2003